# Killer Instinct (игра, 1994)
Killer Instinct — видеоигра жанра файтинг, разработанная компанией Rare и выпущенная Midway в 1994 году для аркадных автоматов. В августе 1995 года была выпущена версия для Super Nintendo, а ещё позже — версия для Game Boy. Издательством домашних версий занималась компания Nintendo. Планировалась версия игры для Nintendo 64, но в дальнейшем она была отменена. В 1996 году была выпущена версия Killer Instinct Gold для Nintendo 64

## Разработка
Игра была сделана на компьютерах SGI с помощью программ 3D-рендеринга фирмы «Alias».

## Сюжет
Действие игры происходит в недалёком будущем, когда мегакорпорация Ultratech, фактически заменившая земное правительство, обнаруживает разбившийся корабль инопланетянина Glacius. С помощью обнаруженных на корабле инопланетных технологий Ultratech создаёт отряд бойцов и, чтобы проверить их в деле, организует турнир. Кроме того, в руки корпорации попадают технологии, позволяющие создавать «мосты» между измерениями, и с помощью этой технологии специалисты компании освобождают из межмировой тюрьмы древнего двухголового монстра Eyedol, который также принимает участие в турнире в качестве финального противника.

## Персонажи
- Jago: Тибетский монах, сражающийся духом тигра.
- T.J.Combo: Боец Ultratech, бывший боксёр, выгнанный из Боксёрской ассоциации за использование кибернетических рук. За победу ему обещано возвращение всех его титулов и огромные деньги.
- Spinal: Слуга Ultratech, живой скелет. Результат экспериментов корпорации по регенерации клеток.
- Thunder: Индейский вождь, вооружённый томагавками. Принимает участие в турнире, разыскивая пропавшего брата.
- Glacius: Инопланетянин из разбившегося на Земле корабля, захваченный Ultratech в плен. В случае победы ему обещана свобода.
- Fulgore: Киборг, разработанный Ultratech. Участие в турнире является своеобразным тестированием его возможностей, в случае победы будет поставлен на массовое производство.
- Cinder: Преступник, на котором Ultratech проводила эксперименты по разработке химического оружия. Несчастный случай во время одного из таких экспериментов превратил его в живой сгусток огня. Принимает участие в турнире, желая отомстить корпорации.
- Sabrewulf: Оборотень, которому за убийство Glacius обещано излечение от ликантропии.
- Orchid: Девушка-шпион, работающая под прикрытием в Ultratech секретаршей. Почему она участвует в турнире — неизвестно.
- Riptor: Результат генетических экспериментов Ultratech по скрещиванию человека и рептилии. Турнир должен испытать её боеспособность.
- Eyedol: Двухголовый древний воин, которого корпорация вытащила из межпространственной тюрьмы. Выступает на турнире финальным противником.

## Геймплей
Отличительная особенность игры — наличие системы Комбо (Combo) — серии ударов руками и ногами, производимых нажатием кнопок в определённой последовательности. Чем больше ударов в комбо, тем оно сильнее и тем его сложнее произвести. После успешно проведённого комбо на экране появляется соответственное сообщение, а голос за кадром произносит «имя» комбо, которое зависит от количества нанесённых ударов:
- 3 — triple combo
- 4 — super combo
- 5 — hyper combo
- 6 — brutal combo
- 7 — master combo
- 8 — awesome combo
- 9 — blaster combo
- 10 — monster combo
- 11 — king combo
- 12 и выше — killer combo

Также существует возможность прервать комбо, выполняемое врагом. При нажатии определённой комбинации кнопок жертва наносит мощный ответный удар, а комментатор, заикаясь, кричит: «Co-co-co-co-co-combo breaker!!!»
В конце каждого боя существует возможность особого добивания врага двух типов. Первое — так называемое No Mercy (Danger Move в более поздних версиях), подобие Fatality в Mortal Kombat. У каждого персонажа Killer Instinct, кроме Айдола, есть два разных No Mercy (у Риптор — три). Игроку необходимо производить этот вид добивания быстро, так как соперник в то же самое время бешено жмёт на всё подряд и есть риск, что его боец воскреснет. Также на некоторых уровнях существует возможность во время добивания сбросить противника за пределы арены. Второй тип добивания — Ultra Combo (количественная, быстрая серия ударов, которую можно сделать только в момент, когда у соперника уже красная зона (около 10 — 15 % всей полосы) на 2-й балке индикатора жизни), особенно длинное (до 80 и более ударов) комбо, производимое во время добивания путём нажатия определённой последовательности кнопок.
Другая особенность игры — двойная балка жизни у обоих оппонентов. Когда у одного из участников заканчивается первая балка, первый раунд считается завершённым, и тут же начинается второй раунд, причём у победителя количество жизни остаётся прежним, в отличие от большинства файтингов, где между раундами установлена существенная пауза, и противники начинают новый раунд с равным количеством жизни.

## Killer Instinct на других игровых системах
После успеха на аркадных автоматах игра была портирована на Super Nintendo Entertainment System и Game Boy в несколько упрощённом варианте. В версии игры на SNES, например, полностью убраны видеоролики и эффект приближения камеры, перепрограммирована музыкальная дорожка, сильно упрощены анимации заднего плана, голосовые и звуковые эффекты. Несмотря на все эти необходимые упрощения, игра всё равно была популярна на приставках.

## Оценки прессы
| Сводный рейтинг       | Сводный рейтинг |
| Агрегатор             | Оценка          |
| --------------------- | --------------- |
| GameRankings          | 80 %            |
| Иноязычные издания    |                 |
| Издание               | Оценка          |
| CVG                   | 93%             |
| EGM                   | 7,75 / 10       |
| Nintendo Power        | 3,425 / 5       |
| Русскоязычные издания |                 |
| Издание               | Оценка          |
| Магазин игрушек       | 80 %            |

Killer Instinct стал коммерческим хитом и получил положительные отзывы.